# Hypocalcémie
 Mise en garde médicale
L’hypocalcémie est un état caractérisé par un taux de calcium dans le sang (calcémie) anormalement bas, indépendamment des autres constantes biologiques. La calcémie (Ca) doit être corrigée avec le taux d’albumine dans le sang, par la formule : 
Ca corrigée = Ca mesurée en mmol/L + 0,025 × (40 - albuminémie en g/L).
Elle est basse en dessous de 2,20 mmol/L.

## Mécanisme
La parathormone et la vitamine D sont les deux éléments principaux permettant de maintenir un taux de calcium correct dans le sang. Toute anomalie aboutissant à une baisse anormale de l'une ou l'autre de ces molécules peut donc théoriquement se traduire par une hypocalcémie. La parathormone augmente la calcémie en facilitant la réabsorption de cet ion par les reins et, éventuellement, en facilitant la destruction osseuse par les ostéoclastes. La vitamine D augmente l'absorption du calcium par le tube digestif.
Le défaut d'apport en calcium pourrait logiquement conduire également à une hypocalcémie. Cependant les mécanismes régulateurs font que le calcium est alors réabsorbé au niveau des os ou des dents, permettant ainsi de maintenir un taux de calcium sanguin à peu près normal, avec des conséquences potentiellement néfastes sur la solidité osseuse et sur l'état dentaire.
Le calcium extracellulaire joue un rôle important dans la contraction musculaire, d'où les troubles à ce niveau lors d'une baisse du taux de celui-ci, le muscle devenant hyperexcitable.
Le calcium sanguin est soit libre, sous forme ionisé, soit lié aux protéines (essentiellement à l'albumine). Seule une baisse du calcium ionisé peut entraîner des signes et comporter un risque. Le dosage du calcium est un dosage des deux formes. En cas d'hypoalbuminémie importante (diminution du taux d'albumine sanguin), la calcémie peut être basse avec un taux de calcium ionisé parfaitement normal.

## Épidémiologie
L'hypocalcémie est très fréquente chez les patients hospitalisés pour des maladies graves, sa prévalence pouvant atteindre plus de 80 %.

## Causes
Le déficit en vitamine D, soit par défaut d'apport, soit par défaut d'ensoleillement (la vitamine D pouvant être produite par l'organisme au niveau de la peau après exposition au soleil) est la cause la plus fréquente,.
L'hypoparathyroïdie, qu'elle soit conséquence de l'ablation chirurgicale de la thyroïde (thyroïdectomie) ou par atteinte des glandes parathyroïdes est une autre cause classique. Dans de rares cas, le taux de parathormone est normal malgré un tableau d'hypoparathyroïdie, conséquence d'une résistance tissulaire à l'hormone. On parle alors de pseudo-hypoparathyroïdie qui peut se retrouver dans certaines maladies génétiques. Une cause classique d'hypoparathyroïdie est la présence d'un taux bas de magnésium dans le sang (hypomagnésémie), cet ion jouant un rôle dans la production de cette hormone.
Les autres causes sont plus rares :
- insuffisance rénale chronique ;
- malabsorption (alcoolisme) ;
- augmentation des besoins : grossesse, lactation ;
- pancréatite aiguë ;
- iatrogène à la suite d'un traitement par diurétique de l'anse, aminosides ou bisphosphonates ;
- carcinome médullaire de la thyroïde : hyperproduction de calcitonine ;
- métastase tumorales ostéoblastiques.

L'hypoalbuminémie cause une fausse diminution de la calcémie, seule la fraction liée à l'albumine étant abaissée, le taux de calcium ionisé pouvant rester normal.

## Symptômes cliniques
Les signes dépendent du niveau de calcium dans le sang mais aussi de la rapidité de la diminution de ce dernier : une hypocalcémie profonde mais d'installation très progressive peut s'installer sans aucun signe.
L'hypocalcémie se manifeste par des tremblements, des crampes musculaires, une tétanie.
Le signe de Chvostek (contracture des muscles de la face après percussion de la région de la parotide) est classique mais n'est ni sensible ni spécifique. 
Le signe de Trousseau est provoqué par un garrot (le brassard d'un tensiomètre par exemple) causant une diminution de l'oxygénation en aval de ce dernier et entraînant un spasme des muscles de la main (main dite d'« accoucheur »). Ce signe est beaucoup plus spécifique que le signe de Chvostek.
À un degré de plus, l'hypocalcémie peut se traduire par des troubles du rythme cardiaque, voire un arrêt cardio-circulatoire.

## Diagnostic
Il repose sur le dosage de la calcémie après contrôle de la normalité du taux d'albumine sanguine. 
Le dosage de la vitamine D et de la parathormone dans le sang permettent de rechercher la cause de l'hypocalcémie.

## Traitement
En cas d'hypocalcémie profonde entraînant des signes de mauvaise tolérance, une hospitalisation s'impose pour mettre en place une perfusion de gluconate de calcium. Une correction trop rapide pouvant entraîner des troubles du rythme cardiaque, la surveillance de l'électrocardiogramme (scope) est souhaitable. Cette supplémentation intraveineuse doit être relayée par du calcium sous forme de comprimés. 
Suivant la cause retrouvée, une supplémentation en vitamine D peut être faite ou la prescription de calcitriol ou de alfacalcidol, métabolites de la vitamine D, en cas d'hypoparathyroïdie.